# Otorten
Der Otorten (russisch Отортен; auch (gora) Otorten, (гора) Отортен) ist ein 1182 m hoher Berg im nördlichen Ural.
Der Gipfel liegt ca. 300 m östlich der definierten Grenze zwischen Europa und Asien. Der Berg liegt im Bereich des Subpolaren Urals. In den tieferen Lagen ist der Otorten von spärlicher Lärchen- und Birkentaiga, in den höheren Lagen von Bergtundra bedeckt.
Am Südhang des Otorten befindet sich ein kleiner See mit einer Fläche von ca. 2 ha und die Quelle der Lozva. Am Südwesthang, westlich des Sees, befindet sich eine kleine Schutzhütte. Nördlich des Otorten befindet sich die Quelle der Petschora. 